# Klaus Nomi
Klaus Nomi (24. leden 1944, Immenstadt, Německo – 6. srpen 1983, New York), občanským jménem Klaus Sperber byl německý herec, zpěvák a kabaretiér s neopakovatelnou vizáží.

## Biografie
Narodil se v Německu na bavorském venkově a od malička byl přitahován k divadlu a umění. Miloval rock'n'roll a Elvise Presleyho. Pracoval jako divadelní uvaděč v Berlínské Deutsche Oper. Po práci bavil své kolegy tím, že v ženském make-upu imitoval Elvise a Marii Callas, kterou obdivoval. Po večerech chodil hrát do divadelní společnosti Charlese Ludlama, kde hrál porýnskou služebnou v komickém přepracování Wágnerova cyklu Prsten Nibelungův nazvaném Der Ring Gott Farblonjef.
V roce 1972 odešel do New Yorku. Pracoval v pekárně v East Village. Svým hranatým účesem a ženským kostýmem udělal dojem na divadelního umělce Joeye Ariase. Seznámil se také s bohémem a malířem Kennym Scharfem a všichni tři pak vystupovali v rockových klubech Hurrah, Exile, Danceterria, Xennon nebo Mudd. Jejich vystoupení zahrnovala prvky New Wave, Kabuki a Bauhausu. V roce 1976 začal docházet k učitelce zpěvu Iře Stiff (Vera Galupe-Borszch), primadoně La Gran Scena Opera Company.
V klubu Mudd Klaus narazil na Davida Bowieho, který ho i s Ariasem pozval do své noční televizní show. V roce 1980 na kanále BBC2 v New Wave Vaudeville Klaus šokoval newyorské obecenstvo skladbou Total Eclipse. S německým rázovitě sekaným přízvukem zpíval o nukleárních mutantech a v refrénu zdvihl ruce v bílých rukavičkách a nasadil operní soprán. Krátce na to natočil u RCA svou první desku, rozešel se s Ariasem a Schaferem a začal se obklopovat profesionálními hudebníky a tanečníky. Deska měla paradoxně větší úspěch v Evropě než v Americe. Druhé album vyšlo o rok později, mimo jiné s cover verzí písně Falling in Love Again, původně nazpívané Marlene Dietrich ve filmu Modrý anděl.
V roce 1982 se u Klause začaly projevovat první příznaky tehdy ještě málo známé nemoci, AIDS. Byl hospitalizován v nemocnici a držen v karanténě. V důsledku AIDS u něj propukla vzácná rakovina kůže, s vážnými dopady na jeho vzezření. 5. srpna 1983 zemřel a stal se první veřejně známou osobností, která podlehla AIDS.
Ačkoli jeho umělecká kariéra trvala poměrně krátce, zanechal Klaus Nomi na pop-rockové scéně výrazný otisk díky nápaditým jevištním kreacím a velkému hlasovému rozsahu. Kabaretní styl, který vytvořil, je dodnes napodobován. Jeho stylizace do mimozemského „elementu“ je všeobecně známá.

## Diskografie
Klaus Nomi 1981, Spindizzy Music / RCA S.A., Nahrávka č. ND70229
Skladby: Keys of Life (K. Moni), Lightning Strikes (Lou Christie/Twyla Herbert), The Twist (Chubby Checker), Nomi Song (K.Hoffman), You Don't Own Me (Jay Madara/D. White), The Cold Song (Henry Purcell, původně basová árie z opery King Arthur), Wasting My Time (Klaus Nomi / S. Woody), Total Eclipse (K. Hoffman), Nomi Chant (M. Parrish), Samson and Delilah, Aria (Camille Saint-Saëns). Živá nahrávka.
Simple Man 1982, Spindizzy Music / RCA S.A., Nahrávka č. PL70229
Skladby: From Beyond (John Dowland, na základě písně If My Complaints), After the Fall (Kristian Hoffman), Just One Look (Doris Payne / Gregory Carroll), Falling in Love Again (Lerner / Hollander, původní verze z filmu Blue Angel], Icurok (George Elliott), Rubberband Laser (Joseph Arias / Anthony Frere), Wayward Sisters (Henry Purcell, z opery Dido and Aeneas), Ding Dong (Harold Arlen / E. Y. Harburg, původní verze z filmu Čaroděj ze země Oz), Three Wishes (George Elliott / Jamie Dalglish / Sierra), Simple Man (Kristian Hoffman), Death (Henry Purcell, z opery Dido and Aeneas), Return (John Dowland, na základě If My Complaints),

### Výběry
Encore (Nomi's Best), 1984 (CD)
Skladby: Fanfare, Cold Song, Total Eclipse, Can't help falling in love, Simple Man, Wasting My Time, Wayward Sisters, Ding Dong, You Don't Own Me, Der Mussbaum, Lightning Strikes, The Twist, Samson and Delilah
The Collection 1991, BMG France, Nahrávka č. ND 75004 (CD)
Skladby: Cold Song, Can't Help Falling In Love, Der Nussbaum, Just One Look, The Twist, Total Eclipse, Three Wishes, ICUROCK, Wasting My Times, Rubberband Lazer, Ding Dong, Nomi Chant, Death, Wayward Sisters, From Beyond, Falling In Love Again
Urgh! A Music War 1981, A&M Records
Kolekce živých vystoupení New Wave (The Police, UB40, Gary Numan ad.), vydána také na videu. Nomi zpívá Total Eclipse.

### Singly
- You Don't Own Me / Falling in Love Again (Nahrávka č. PB8783, 1981, Spindizzy Music / RCA S.A.)
- Nomi Song / Cold Song (Nahrávka č. PB8864, 1982, Spindizzy Music / RCA S.A.)
- Lightning Strikes / Falling in Love Again (Nahrávka č. PB8836, 1982, Spindizzy Music / RCA S.A.)
- Simple Man / Death (Nahrávka č. PB9947, 1982, Spindizzy Music / RCA S.A.)